# Patrick Martínez

Zawodnik Wyoming Cowboys

Patrick Anthony Martínez (ur. 5 kwietnia 1990) – amerykański zapaśnik walczący przeważnie w stylu klasycznym. Zajął trzynaste miejsce na mistrzostwach świata w 2015. Brązowy medalista mistrzostw panamerykańskich w 2016 i  2019 roku.
Zawodnik Temecula Valley High School z Temecula; University of Nebraska at Kearney i University of Wyoming. Dwa razy All American (2013 i 2014) w NCAA Division II, trzeci w 2014 i piąty w 2013  roku.